# Dave Rowntree
Dave Rowntree, właśc. David Alexander De Horne Rowntree (ur. 8 maja 1964 w Colchesterze, Essex) – brytyjski muzyk, polityk, prawnik i animator, od 1988 perkusista i kompozytor zespołu rockowego Blur. Absolwent Thames Polytechnic. Radny w radzie hrabstwa Norfolk, reprezentujący Partię Pracy. W sierpniu 2014 Rowntree był jedną z 200 osób publicznych, które były sygnatariuszami listu do „The Guardian” sprzeciwiającego się niepodległości Szkocji w okresie poprzedzającym wrześniowe referendum w tej sprawie.